# Muara Pinang Lama
Muara Pinang Lama is een bestuurslaag in het regentschap Empat Lawang van de provincie Zuid-Sumatra, Indonesië. Muara Pinang Lama telt 727 inwoners (volkstelling 2010).